# David Marx
MUDr. David Marx, Ph.D. (* 7. listopadu 1960 Praha) je český lékař, odborník na kvalitu ve zdravotnictví.

## Biografie
Absolvoval 1. LF UK v roce 1984 a pracoval jako pediatr ve FN Královské Vinohrady v Praze (FNKV), kde získal I. a II. atestaci z pediatrie. V roce 1992 v rámci stipendia Britské rady pracoval na University of Birmingham v UK. Od roku 1993 se systematicky věnuje problematice kvality ve zdravotnictví, spoluorganizoval několik projektů USAID věnovaných této problematice, pracoval jako náměstek ředitelky FNKV pro kvalitu péče a jako poradce ministrů zdravotnictví pro kvalitu.
V roce 1998 během Tošovského vlády působil na MZ jako vrchní ředitel kabinetu ministryně. V témže roce spoluzakládal Spojenou akreditační komisi ČR (SAK ČR) - organizaci, která posuzuje kvalitu a bezpečí v nemocnicích a léčebnách v ČR a stal se členem Správní rady Joint Commission International (JCI), organizace provádějící mezinárodní hodnocení kvality zdravotnických zařízení. Pracoval jako konzultant v řadě nemocnic v ČR v rámci jejich přípravy k akreditaci SAK ČR i JCI.
V roce 2006 obhájil dizertační práci na téma Mimořádné události při poskytování zdravotní péče v ČR. Od roku 2003 pracuje v poradních orgánech MZ pro kvalitu zdravotní péče. Na 3. lékařské fakultě Univerzity Karlovy v Praze a na Lékařské fakultě Univerzity Palackého v Olomouci vyučuje veřejné zdravotnictví a sociální lékařství. Na 3. lékařské fakultě UK v Praze vede kursy zaměřené na nácvik komunikačních dovedností pro studenty lékařství. Rovněž se podílí na vzdělávání zdravotnického managementu v rámci projektu HOPE.
V současnosti je ředitelem SAK ČR, konzultantem a auditorem SAK ČR a mezinárodním konzultantem JCI. V rámci 3. LF UK působí od roku 2010 jako proděkan pro studium a výuku a jako vedoucí Kabinetu veřejného zdravotnictví. V letech 2001-2010 působil předseda Akademického senátu 3. LF UK.
V červnu 2010 byl ministryní spravedlnosti jmenován znalcem pro oblast řízení kvality a bezpečí ve zdravotnictví.